# Simon Olsson (fotbollsspelare)
Simon Olsson, född 14 september 1997 i Slaka församling i Linköping, är en svensk fotbollsspelare som spelar för IF Elfsborg.

## Karriär
Olssons karriär började i IK Östria Lambohov. Efter att även ha representerat Karle IF fick han sin första erfarenhet från a-lagsfotboll 2013, då han representerade nybildade AFK Linköping i division 3.
Efter att ha dragit till sig intresse från flera elitföreningar - däribland AIK, Helsingborgs IF, Jönköpings Södra IF, IFK Norrköping och Åtvidabergs FF - flyttade Olsson i januari 2014 till IF Elfsborg och deras ungdomsverksamhet.
Säsongen 2016 fick Olsson a-lagsdebutera för IF Elfsborg. Efter ett cupinhopp mot IK Gauthiod kom den allsvenska debuten i 5-0-segern mot Falkenbergs FF den 18 september. Det i en match där Olsson fick chansen från start. I mars 2021 förlängde han sitt kontrakt i IF Elfsborg fram över säsongen 2025.
Den 2 augusti 2022 värvades Olsson av nederländska Heerenveen, där han skrev på ett fyraårskontrakt.

## Karriärstatistik
| Klubb              | Säsong             | Liga                          | Liga    | Liga | Nationell cup | Nationell cup | Internationell cup | Internationell cup | Totalt  | Totalt |
| Klubb              | Säsong             | Division                      | Matcher | Mål  | Matcher       | Mål           | Matcher            | Mål                | Matcher | Mål    |
| ------------------ | ------------------ | ----------------------------- | ------- | ---- | ------------- | ------------- | ------------------ | ------------------ | ------- | ------ |
| AFK Linköping      | 2013               | Division 3 Nordöstra Götaland | 10      | 0    | 0             | 0             | —                  | —                  | 10      | 0      |
| IF Elfsborg        | 2016               | Allsvenskan                   | 4       | 0    | 1             | 0             | —                  | —                  | 5       | 0      |
| IF Elfsborg        | 2017               | Allsvenskan                   | 25      | 1    | 5             | 0             | —                  | —                  | 30      | 1      |
| IF Elfsborg        | 2018               | Allsvenskan                   | 22      | 0    | 2             | 0             | —                  | —                  | 24      | 0      |
| IF Elfsborg        | 2019               | Allsvenskan                   | 26      | 2    | 3             | 0             | —                  | —                  | 29      | 2      |
| IF Elfsborg        | 2020               | Allsvenskan                   | 29      | 4    | 6             | 0             | —                  | —                  | 10      | 0      |
| IF Elfsborg        | 2021               | Allsvenskan                   | 19      | 2    | 3             | 0             | 3                  | 0                  | 25      | 2      |
| IF Elfsborg        | 2022               | Allsvenskan                   | 15      | 4    | 5             | 0             | 2                  | 0                  | 22      | 4      |
| IF Elfsborg        | Totalt             | Totalt                        | 140     | 13   | 25            | 0             | 5                  | 0                  | 170     | 13     |
| Heerenveen         | 2022/2023          | Eredivisie                    | 34      | 2    | 0             | 0             | 0                  | 0                  | 1       | 0      |
| Totalt i karriären | Totalt i karriären | Totalt i karriären            | 174     | 15   | 25            | 0             | 5                  | 0                  | 180     | 13     |